# Hedyotis similis
Hedyotis similis är en måreväxtart som beskrevs av Geddes. Hedyotis similis ingår i släktet Hedyotis och familjen måreväxter. Inga underarter finns listade i Catalogue of Life.